# Eduardo Dalbono

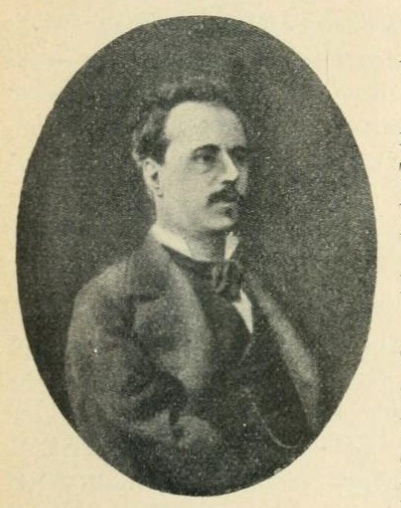
Eduardo Dalbono.

Eduardo Dalbono, född den 10 december 1841 i Neapel, död där den 23 augusti 1915, var en italiensk målare. Han var son till Carlo Tito Dalbono och brorson till Cesare Dalbono.
Dalbono, som var elev till Domenico Morelli, gjorde sig känd genom eleganta och färgrika skildringar, i olja och akvarell, av neapolitanskt folkliv (Från Santa Lucia, Neapolitansk teater, Löftet till madonna del Carmine).